# 丁廷馨
丁廷馨（1916年—2002年4月3日），原名吴培德，曾用名吴青，男，直隶（今河北）武强人，生于北京，中华人民共和国政治人物。

## 生平
1937年11月，参加革命工作。1938年1月，加入中国共产党。1938年10月，任中共高阳县委书记。1944年9月任冀中行署教育厅厅长。1944年11月，任冀中九专署专员、九地委常委。1945年5月，调冀中行署任民教科长、教育科长。1946年7月，任冀中区党委研究室副主任，冀中九专署专员、冀中区党委研究室副主任。1948年10月，任保定市副市长。解放军攻占保定后，任保定市军事管制委员会委员、保定市委委员、副市长兼秘书主任。
1951年，起兼任保定市委统战部长，1952年6月，任中共保定市委书记兼市人民政府市长，同时任河北省人民委员会委员。1955年2月，任河北省水利厅副厅长、党组书记，1962年11月，任河北省监察委员会住会常委，1963年11月，任中共河北省委农村工作部部长，1970年1月，任河北省革委会生产指挥部副主任。1972年，任河北省农办第一副主任、党组副书记，1979年9月至1980年2月，任河北省革命委员会副主任。1980年2月，起任河北省人大常委会副主任，1985年5月，离休。1955年1月至1964年10月，任政协河北省第一届委员会委员，1977年到1983年4月，任政协河北省第四届委员会常委。后离休。
2002年4月3日去世。